# Armeria maderensis
Armeria maderensis är en triftväxtart som beskrevs av Richard Thomas. Lowe. Armeria maderensis ingår i släktet triftar, och familjen triftväxter. Inga underarter finns listade i Catalogue of Life.